# Anton Hold
Anton Hold (* 27. März 1937), auch bekannt als Toni Hold, ist ein ehemaliger österreichischer Tischtennisspieler und Erfinder eines speziellen Tischtennisschlägerbelags. Er nahm drei Mal als Nationalspieler Österreichs an Tischtennisweltmeisterschaften teil.

## Sportkarriere
Die sportlichen Erfolge Holds erstrecken sich über einen langen Zeitraum.
In den Jahren 1957, 1959 und 1971 nahm Hold als Nationalspieler an Tischtennisweltmeisterschaften teil. 1960 war er österreichischer Vizemeister im Mixed, 1961 Vizemeister im Doppel, und 1968 war er Vizemeister im Einzel. Zwischen 1988 und 1992 war er drei Mal Weltmeister der Senioren in der Klasse Ü 50.

## Schlägerbelag
Anhaltende Bekanntheit hat der Name Toni Hold aufgrund der 1965 begonnenen Entwicklung eines speziellen Tischtennisschlägerbelages, des Anti-Topspin-Belages. Anfang der 1960er Jahre brachten japanische Belaghersteller hochgriffige Backside-Beläge mit bis zu 2 cm dicken Unterlagen auf den Markt, die schnelle Topspins ermöglichten und Defensivspielern mit Noppengummi kaum noch Chancen ließen. Hold erfand darauf eine geeignete Antwort. Auf einem weichen Schlägerholz wurde ein stark tempoabsorbierender Schwamm und darauf eine Oberlage mit geringem Reibungkoeffizienten geklebt. Diese Kombination reagierte kaum auf den Spin des ankommenden Balles, sondern ermöglichte ein Retournieren mit weitgehend unverändertem Spin. In der Regel wurde nur eine Schlägerseite mit einem Anti-Topspin-Belag versehen, die andere Seite hingegen mit einem gleichfarbigen hochgriffigen Noppen-Innen-Belag. Durch Drehen des Schlägers konnte der Gegenspieler erst spät erkennen, welchen Spin der ankommende Ball hatte. Weiterentwicklungen des Anti-Topspin-Belages ließen sich optisch nicht mehr von Backsidebelägen unterscheiden, wodurch das Spiel für den Gegenspieler weiter erschwert wurde.  Um die Möglichkeiten des Materialspiels zurückzudrängen wurde 1984 die Zwei-Farben-Regelung für Tischtennisschläger eingeführt. Dies führte zu einem fast völligen Verschwinden des Anti-Topspin-Belags im Weltklassetischtennis. 
1980 wurde John Hilton mit einem Kombischläger mit Anti-Topspin-Belag auf einer Seite und einer Spielweise, die im Nachhinein als Materialspiel kritisiert wurde, Europameister.
Der Toni-Hold-Anti-Topspin-Belag war jahrzehntelang bei Abwehrspielern beliebt und wurde von der Firma Joola vertrieben. Ab 1. April 2024 steht der Belag nicht mehr in der Liste zugelassener Schlägerbeläge, da die Lizenz nicht verlängert wurde. Somit ist der Belag für den Spielbetrieb im Bereich des DTTB nicht mehr zugelassen.

## Erfolge
- 1956 Steirischer Meister[5]
- 1958 Steirischer Meister[5]
- 1960 Österreicher Vizemeister im Mixed mit Herta Bogensberger[6]
- 1961 Österreicher Vizemeister im Doppel mit Eduard Wretschitsch[6]
- 1967 Steirischer Meister[5]
- 1968 Österreichischer Vizemeister im Einzel[6]
- 1988 Herren-Weltmeister der Senioren (Ü50) im Einzel (Endspielsieg gegen Erich Arndt)[7]
- 1990 Herren-Einzel Weltmeister Senioren (Ü 50)[5]
- 1990 Herren-Doppel Weltmeister Senioren mit Hans Kleewein[5]
- 1992 Herren-Einzel Weltmeister Senioren (Ü 50)[5]
- 1992 Herren-Doppel Weltmeister Senioren mit Hans Kleewein[5]

## Weblink
- Webseite von Toni Hold (abgerufen am 28. April 2021)